# 挿絵
挿絵（さしえ、挿し絵とも表記する）は、イラストレーションの一種で、雑誌や新聞あるいは書籍など文字主体の媒体において、読者の理解を助けるため等の目的で入れられる絵のこと。挿画（そうが）ともいう。雑誌や書籍の見開きにわたる大きなものから、雑誌の片隅に使われる小さなものまである。正確に説明すれば、挿絵は、本、雑誌、新聞の間にさまざまな大きさで挿入された主に白黒の版画をさして言う。特に小さなものはカットとも呼ばれる。文章の傍らにあるものだけだとする考え方と、それに口絵を含むとする考え方がある。
画家、イラストレーター、漫画家などが担当するが、 専門の挿絵画家も存在する。
日本文学においては、そもそも源氏物語絵巻などの文学作品を視覚化した絵画が多く制作されている。また、江戸時代には草双紙、合巻、狂歌本などに浮世絵師などによる白黒の挿絵が描かれていた。現代では、特に児童文学など低年齢層向けの書物や、図解なしでは理解の困難な専門書などに見られるが、識字率の急激に上昇している社会では一般書物にも多く用いられる傾向にある。たとえば19世紀イギリスの新聞、雑誌掲載の小説（「パンチ」「ストランド・マガジン」など参照）では、ディケンズ、アーサー・コナン・ドイルなどの例を挙げるまでもなく、また18〜19世紀日本の黄表紙・読本等においても挿絵が多用されており、演劇・絵画・文学の境界は非常に流動的なものだったとする研究もある。ライトノベルにおいては、とくに挿絵が不可分のものとなっている。アニメ化・ゲーム化される際の登場人物の造形イメージを共通させるなど挿絵に依存する比率は極めて高い。

## 日本における挿絵の確立と歴史
なにをもって挿絵の始まりとするかは諸説あるが、国立国会図書館が2017年に催した「挿絵の世界展」では1875年11月29日、絵入新聞社の発行した「東京平仮名絵入新聞」における「岩田八十八の話」に添えられた絵だとしている。それまでにも錦絵の中に文章を入れた錦絵新聞は存在したが、主にならず、文章を助ける絵としてはこれが初出。
以降、新聞小説の挿絵として浮世絵師が起用され、中でも月岡芳年、月岡を師に持つ水野年方が新聞小説挿絵のジャンルを確立させた。2人の作品は水野が所蔵していた「芳年新聞小説挿絵集」として国会図書館所蔵に所蔵されている。
その後、小説に挿絵は必要か否かを尾崎紅葉が提起。1900年代に入ると木版から写真製版へとなる印刷技術の変化により、洋画家の進出を容易にし、「白樺」が1911年2巻2号でオーブリー・クレセント・ビアズリーを起用。多くの挿絵画家が影響を受け「ビアズリーの衝撃」と呼ばれた。1920年代後半に入ると、雑誌の普及により中原淳一、蕗谷虹児など挿絵画家を専業とするものが現れる。
戦後は岩村専太郎、志村立美、小林秀恒らが活躍。紙芝居を経て生まれた絵物語というジャンルが発展すると小松崎茂、山川惣治が活躍。SFというジャンルを活気付けた。
1964年にはデザイナー出身の和田誠、横尾忠則、宇野亜喜良が参入し、イラストレーションという言葉が生まれた。70年代から80年代にはコバルト文庫や角川スニーカー文庫といった表紙にイラストを多用した若者向けノベルが誕生。前述のライトノベルの草分けとなっていった。

## こま絵
こま絵とは、書籍や雑誌、新聞などに本文とは直接関係しない絵柄を描いた小さな絵のこと。一般的には挿絵の一種として扱われる。
誌面の雰囲気作りや、空いたスペース調整用に挿入される。例えば「見開き1頁」と定められたエッセイ欄などで、文章の長短により空白が出た場合になどに用いる。挿絵と異なるところは、近接する「文章」とは直接関係がないところで、文章の説明などの意味はない。従って、このようなこま絵の挿入は、事前に画家が「静物」「花」「風景」などの無難な絵柄を描いておき、編集者が適宜使用するものであり、文章を書いた執筆者の側でもどのようなものになるかは関与しない程度のものということになる。
「コマ絵」、「齣絵」、「小間絵」と表記されることもある。漫画等の画面中に罫線で「コマ」を区切って絵を描く形式の作品において、一つのコマを指して言う「コマ絵」とは異なる。